# Helmholtz Zentrum München
Das Helmholtz Zentrum München – Deutsches Forschungszentrum für Gesundheit und Umwelt (GmbH), auch bekannt als Helmholtz Munich, ist eines der größten biomedizinischen, außeruniversitären Forschungszentren Deutschlands. Helmholtz Munich ist Teil von Helmholtz Health, dem Gesundheitsforschungsbereich der Helmholtz-Gemeinschaft Deutscher Forschungszentren, der größten deutschen Wissenschaftsorganisation. Der Tätigkeitsfokus liegt auf der interdisziplinären Erforschung umweltbedingter und metabolischer Erkrankungen. Dabei deckt Helmholtz Munich die ganze Bandbreite von der Grundlagen- zur angewandten Forschung ab. Das Zentrum beschäftigt rund 2.500 Mitarbeiter (Stand 2024). Hauptsitz ist ein Campus im Norden von München mit einer Fläche von mehr als 50 Hektar.

## Geschichte
1960 wurde Helmholtz Munich als „Versuchs- und Ausbildungsstätte für Strahlenschutz“ gegründet, aus der am 23. Juni 1964 die „Gesellschaft für Strahlenforschung (GSF)“ hervorging. Diesen Namen behielt das Zentrum bis 2007 bei. Während in den 1960er Jahren die Strahlenforschung im Fokus stand, entwickelten sich die Schwerpunkte anhand der forschungspolitischen Rahmenbedingungen in den 1970er und 1980er Jahren hin zur Umweltforschung, und den 1990er Jahren Richtung Genomik. Aktuell liegt der Schwerpunkt in biomedizinischen Fragestellungen. Allerdings startete bereits 1983 die Lungenforschung und 1984 begannen erste Forschungsarbeiten, die sich dem heutigen Themenschwerpunkt Diabetesforschungen zuordnen lassen.
Von 1967 bis Ende 2008 betrieb die GSF bzw. Helmholtz Munich das Forschungsbergwerk Asse. Die Trägerschaft ging 2009 einvernehmlich auf das Bundesamt für Strahlenschutz über.
Ab 2005 wurde als neuer krankheitsbezogener Forschungsschwerpunk Diabetes gezielt auf- und ausgebaut.
2008 erfolgte angesichts der geänderten Forschungsschwerpunkte die Umbenennung in Helmholtz Zentrum München – German Research Center for Environmental Health.
Im gleichen Jahr wurde der Helmholtz Pioneer Campus gegründet, der Biomedizin und Ingenieurswissenschaften verbindet und die Translation der biomedizinischen Forschung des Zentrums hin zum Patienten gezielt vorantreibt; das dazugehörige Gebäude wurde im Jahr 2023 eröffnet. Sukzessive auf- und ausgebaut bereits ab den 1990er Jahren wurde auch die Forschung im Bereich Bioinformatik und Computational Biology, eine Entwicklung, die unter Fokussierung auf KI-Anwendungen in der Biomedizin bis heute andauert und durch Aktivitäten im Bereich Bio- und Biomedical Engineering komplementiert wird.
In diesem Zug wurde ab 2019 die zentrale Struktur für die Helmholtz-überspannende Plattform „Helmholtz Artificical Intelligence Platform“ – kurz Helmholtz AI implementiert.
Seit 2021 hat das Zentrum seine aktuelle wissenschaftlich-organisatorische Struktur, die sich nach der letzten wissenschaftlichen Begutachtung entlang des aktuellen Forschungsprogramms in Departments (‘Centers‘) gliedert. Im gleichen Jahr erhielt das Zentrum den aktuellen Namen Helmholtz Munich im Rahmen eines neuen Brandings.

## Struktur

### Finanzierung
Das Helmholtz Zentrum München als Mitglied in der Helmholtz-Gemeinschaft Deutscher Forschungszentren e. V. hat seit 1964 die Rechtsform einer GmbH. Gesellschafter sind die Bundesrepublik Deutschland (vertreten durch die Bundesministerin für Bildung und Forschung) und der Freistaat Bayern (vertreten durch den Bayerischen Staatsminister der Finanzen), welche den Zuwendungsbedarf des Zentrums entsprechend ihrer Gesellschaftsanteile Bundesrepublik Deutschland (90 %) Freistaat Bayern (10 %) tragen.
Die Forschungsaktivitäten der Helmholtz-Gemeinschaft werden dabei im Rahmen der sog. Programmorientierten Förderung finanziert. Sie unterliegt den forschungspolitischen Vorgaben von Bund und Ländern und gewährt eine langfristige Förderung, die regelmäßig von internationalen Gutachtern evaluiert wird. Voraussetzung sind eine herausragende wissenschaftliche Qualität, die Rahmenbedingungen der Vorhaben und strategische Relevanz anhand der forschungspolitischen Ziele.

### Hauptsitz

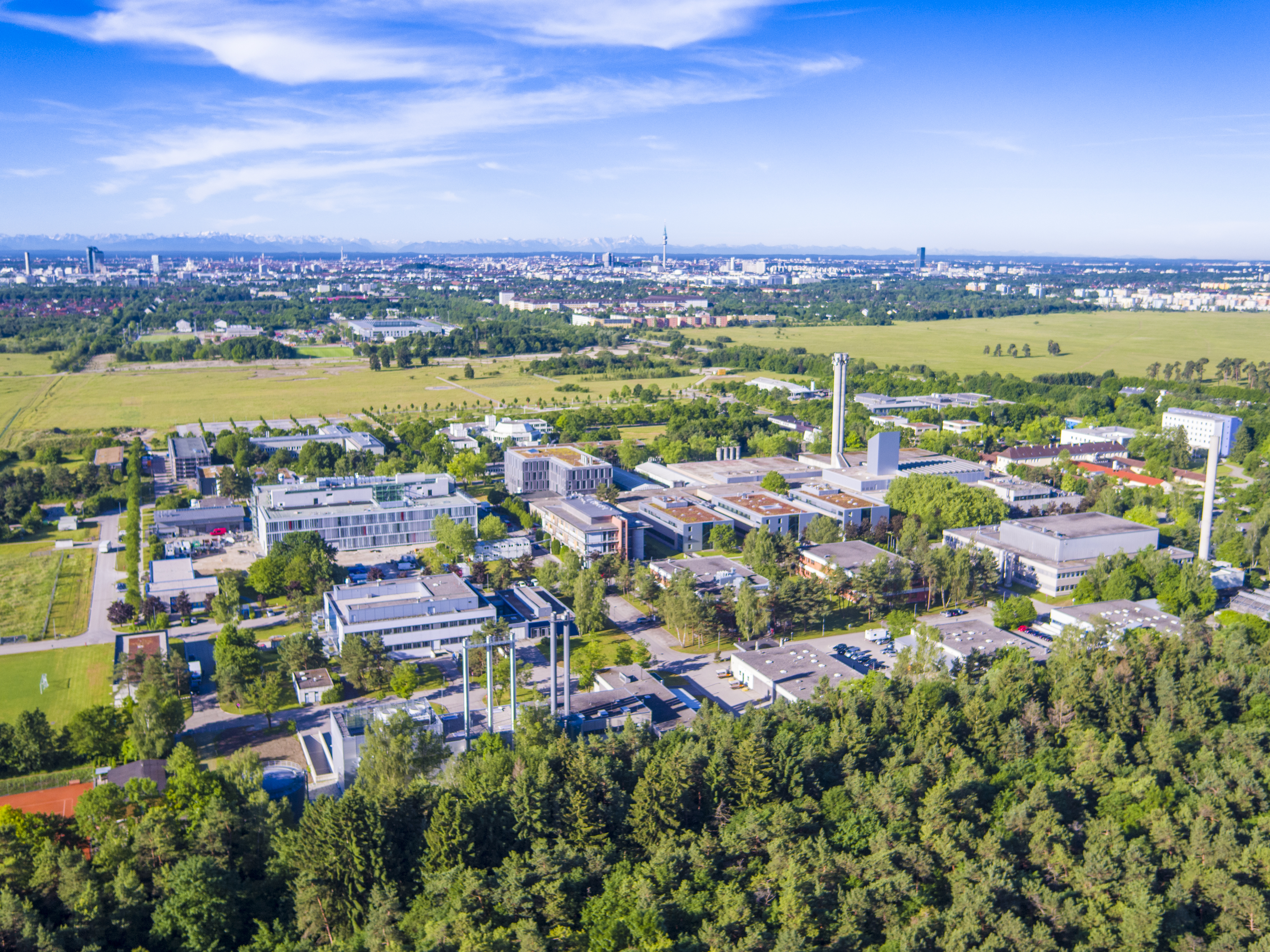
Campus Helmholtz Munich

Der Hauptsitz ist im Oberschleißheimer Ortsteil Neuherberg direkt an der Stadtgrenze von München auf einem 52,3 Hektar großen Forschungscampus. Daneben unterhält das Zentrum Forschungseinrichtungen in der Stadt München wie beispielsweise das Hämatologikum und klinische Kooperationsgruppen gemeinsam mit den Münchener Universitäten (LMU und TUM). Am 12. Juli 2010 wurde im Beisein der damaligen Bundesforschungsministerin Annette Schavan das Lungenforschungszentrum CPC (Comprehensive Pneumology Center) eröffnet. Weitere Standorte sind Großhadern, Augsburg, Tübingen, Hannover, Dresden und Leipzig.

### Leitung
Das Unternehmen wird geleitet von einer wissenschaftlichen und einer kaufmännischen Geschäftsführung. Aktueller kaufmännischer Geschäftsführer ist seit 2024 Dr. Michael Frieser, die wissenschaftliche Leitung liegt seit 2018 bei Matthias Tschöp.
Frühere wissenschaftliche Geschäftsführer:
- 1960–1964: Otto Hug
- 1960–1981: Rudolf Wittenzellner
- 1981–1990: Hans Wolfgang Levi
- 1990–1995: Joachim Klein
- 1995–2005: Ernst-Günter Afting
- 2005–2018: Günther Wess
- Seit August 2018: Matthias Tschöp

### Institute und Einrichtungen
Mit Stand November 2018 gibt es folgende Institute und selbständige Abteilungen:
Helmholtz Diabetes Center
- Diabetes und Krebs (IDC)
- Experimentelle Genetik (IEG)
- Diabetesforschung (IDF)
- Diabetesforschung Translationale Stammzellenforschung (ITS)
- Diabetesforschung und Metabolische Erkrankungen (IDM)
- Diabetes und Adipositas (IDO)
- Diabetes- und Regenerationsforschung (IDR)
- Diabetesforschung Diabetes und Endokrinologie (IDE)
- Diabetesforschung Diabetes und Organoid Technologie (IDOT)
- Diabetesforschung Typ 1 Diabetes Immunologie (TDI)
- Diabetesforschung Adipocytes and Metabolism (ADM)
- Diabetesforschung Diabetesforschung und Metabolische Erkrankungen, Tübingen (IDM)
- Pankreatische Inselzellforschung, Dresden (IPI)
- Helmholtz-Institut für Metabolismus-, Adipositas- und Gefäßforschung, Leipzig (HI-MAG)

Computational Health Center
- Computational Biology (ICB)
- Translationale Genomik (ITG)
- Neurogenomik (ING)
- Machine Learning in Biomedical Imaging (IML)
- AI for Health (AIH)
- Human-Centered AI (HCA)
- Explainable Machine Learning (EML)

Stem Cell Center
- Stammzellenforschung (ISF)
- Epigenetik und Stammzellen (IES)
- Entwicklungsgenetik (IDG)
- Apoptose in Hämatopoetischen Stammzellen (AHS)
- Central Nervous System Regeneration (CNSR)

Environmental Health Center
- Asthma- und Allergieprävention (IAP)
- Epidemiologie (EPI)
- Umweltmedizin (IEM)
- Lungengesundheit und Immunität (LHI)
- Comprehensive Molecular Analytics (CMA)
- Vergleichende Mikrobiomanalysen (COMI)
- Regenerative Biologie und Medizin (IRBM)
- Allergieforschung (IAF)
- Genomik und Systembiologie pflanzlicher Genome (PGSB)
- Analytische Biogeochemie (BGC)
- Global Health (UGH)
- Precision Regenerative Medicine (PRM)

Bioengineering Center
- Biologische und Medizinische Bildgebung (IBMI)
- Tissue Engineering and Regenerative Medicine (ITERM)
- Synthetische Biomedizin (ISBM)

Molecular Targets and Therapeutics Center
- Strukturbiologie (STB)
- Virologie (VIRO)
- Metabolismus und Zelltod (MCD)
- Medizinalchemie, Hannover (IMC)
- Funktionelle Epigenetik (IFE)
- Netzwerkbiologie (INET)
- Molekulare Toxikologie und Pharmakologie (TOXI)
- Strahlenmedizin (IRM)
- Signaling and Translation (SAT)

Helmholtz Pioneer Campus
- Bioengineering Center

## Forschungsschwerpunkte
Die Mission von Helmholtz Munich ist es, Lösungen für eine gesündere Gesellschaft in einer sich schnell verändernden Welt zu entwickeln. Der Fokus liegt dabei auf der Erforschung von umweltbedingten und metabolischen Erkrankungen, insbesondere Diabetes, Adipositas, Allergien und chronische Lungenerkrankungen.
Helmholtz Munich untergliedert sich in 6 Departments (‘Centers‘) zu den jeweiligen Forschungsschwerpunkten, in denen die aktuell 54 Forschungseinheiten des Zentrums zusammengefasst sind und die interdisziplinär zusammenarbeiten. Organisatorisch eine eigene Einheit bildet der Helmholtz Pionier Campus, einer interdisziplinären Forschungsplattform für junge Wissenschaftler und Startups. Darüber hinaus verfügt Helmholtz Munich über Core Facilities, die als wissenschaftliche Infrastruktur z. B. für DNA-Sequenzierung oder Proteinanalytik Department übergreifend allen Forschenden des Zentrums und auch externen Nutzern zur Verfügung stehen.
- Helmholtz Diabetes ‘Center’. Department Head: Prof. Dr. Stephan Herzig

Im Helmholtz Diabetes Center werden molekulare Grundlagen aller Diabetesformen inkl. von Spätfolgen und Begleitfaktoren sowie Risikofaktoren wie Adipositas erforscht. Es erfolgt Grundlagenforschung bis hin zu klinischen Studien.
- Environmental Health Center. Department Head: Prof. Dr. med. Dr. h.c. Erika von Mutius

Den Fokus im Environmental Health Center bilden die Wechselwirkungen zwischen Umweltfaktoren und Gesundheit und Krankheit. In interdisziplinärer Forschung werden ibs. Allergien, Asthma und chronische Lungenerkrankungen untersucht. Als zentrale Forschungsplattformen sind hier die Kohortenstudien unter maßgeblicher Beteiligung des Zentrums insbesondere die NAKO-Gesundheitsstudie angesiedelt.
- Molecular Targets and Therapeutics ‘Center’. Department Head: Prof. Dr. Michael Sattler

Im Molecular Targets und Therapeutics Center werden biologische Signalwege und molekulare Mechanismen erforscht, welche physiologische Prozesse steuern, die zu Krankheiten führen. Das Ziel ist die Identifizierung von Zielstrukturen und Konzeption von innovativen Therapeutika.
- Stem ‘Cell Center’. Department Heads: Prof. Dr. Maria-Elena Torres-Padilla und Prof. Dr. Magdalena Götz.

Das Stem Cell Center erforscht die epigenetischen Mechanismen zur Stammzellentwicklung und ihrer Plastizität, die Umprogrammierung lokaler Zellen. Das Ziel sind Zellersatztherapien, um die Funktionsfähigkeit von Organen wieder herstellen zu können, beispielsweise bei Erkrankungen wie Alzheimer oder Parkinson.
- Bioengineering ‘Center’. Department Head: Prof. Vasilis Ntziachristos, Msc PhD

Das Bioengineering Center ist ein interdisziplinäres Zentrum aus den Bereichen Naturwissenschaften, Ingenieurwesen und Medizin, um personalisierte Präzisionsmessungen und biologische Informationen zu verarbeiten.
- Computational Health ‘Center’. Department Head: Prof. Dr. Dr. Fabian Theis

Am Computional Health Center, dem am schnellsten wachsenden Zentrum bei Helmholtz Munich, werden mit Hilfe künstlicher Intelligenz neuartige Softwaretools für die personalisierte Medizin entwickelt. In Zusammenarbeit mit Forschungsgruppen aus anderen Departments werden prädiktive Algorithmen und mechanistische Modell für die Analyse molekularer, bildgebender sowie klinische Daten entwickelt. Beispielsweise wurde der Human Lung Cell Atlas – Teil des Human Cell Atlas Projektes – federführend im Zentrum erarbeitet.
- Helmholtz Pioneer Campus

Der Helmholtz Pioneer Campus ist eine interdisziplinäre Forschungsplattform, bei der innovative Ansätze aus der Schnittstelle zwischen biomedizinische Forschung, Ingenieurskunst und künstliche Intelligenz erarbeitet werden. Ziel des Pioneer Campus ist es, durch die Kombination von Grundlagenforschung und angewandter Wissenschaft Lösungen für gesundheitliche Herausforderungen zu entwickeln und den Transfer von Forschungsergebnissen in klinische Anwendungen zu beschleunigen.

### Core Facilities
Die Core Facilities von Helmholtz Munich bieten eine zentralisierte Infrastruktur für interne und externe Wissenschaftler. Aktuell werden folgende Services angeboten:
Genomics, Flow Cytometry, Induced Pluripotent Stem Cells, Lab Animal Services, Metabolomics and Proteomics, Monoclonal Antibodies, Pathology & Tissue Analytics, Statistical Consulting.

### Bevölkerungs-basierte Forschungsplattformen: Kohortenstudien
Bei Helmholtz Munich sind mehrere große Kohortenstudien angesiedelt:
Die bevölkerungsbasierte KORA-Studienplattform (KoOperative Gesundheitsforschung in der Region Augsburg) ging 1996 aus dem weltweiten WHO-MONICA-Projekt (Multinational MONItoring of trends and determinants in CArdiovascular disease) hervor und gehört zum Bereich Epidemiologie bei Helmholtz Munich. Die KORA-Studie untersucht den Zusammenhang von Verhalten, Genen und Umweltfaktoren auf die Gesundheit. Im Fokus stehen dabei Diabetes, Herz-Kreislauf-Erkrankungen, Gesundheit im Alter sowie der Einfluss der Umwelt. KORA-Wissenschaftler sind in vielen Kooperationen lokal, national und international vernetzt und tragen zu den Deutschen Zentren für Gesundheit bei (DZHK, DZD, DZL, DZPG).
Die NAKO-Gesundheitsstudie, die größte Gesundheitsstudie in Deutschland, wurde unter maßgeblicher Beteiligung von Helmholtz Munich aufgesetzt. Zudem befindet sich das zentrale Bioprobenlager auf dem Campus. Die Studie startete 2014 und umfasst mehr als 205.000 Erwachsene in bundesweit 18 Studienzentren.

## Historisches

### Gesellschaft für Strahlenforschung

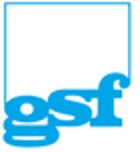
Früheres Logo der GSF

Forschungsschwerpunkte der Versuchs- und Ausbildungsstätte für Strahlenschutz, die im Jahr 1964 zur eigenständigen Gesellschaft für Strahlenforschung (GSF) wurde, waren hämatologische Forschung, Untersuchungen zur Endlagersicherheit und Grundwasserschutz, Strahlen- und Nuklearbiologie. Zwischen 1972 und 1982 betrieb das Helmholtz Zentrum München auch den Forschungsreaktor Neuherberg, der Kernreaktor befindet sich heute im so genannten sicheren Einschluss. Die GSF bzw. das Helmholtz Zentrum München waren von 1964 bis 2009 Mitglied im Deutschen Atomforum, einem Lobbyverband, der sich für die nichtmilitärische Nutzung von Kernenergie einsetzt.

### Forschungsbergwerk Asse
Die GSF bzw. das Helmholtz Zentrum München betrieb von 1967 bis Ende 2008 das 27,6 Hektar große Forschungsbergwerk Asse zur Endlagerung von radioaktiven Abfällen in Remlingen bei Braunschweig. Im Jahr 2009 ging die Trägerschaft der Schachtanlage Asse auf das Bundesamt für Strahlenschutz über, nachdem Unregelmäßigkeiten bekannt geworden waren. Hierbei warf das Bundesamt dem Zentrum vor, dass das Forschungsbergwerk jahrzehntelang als Endlager für radioaktiven Abfall missbraucht worden sei. Beraten wurde das Unternehmen in dieser Affäre unter anderem von dem Juristen Gerald Hennenhöfer, der bereits zuvor als Leiter der Abteilung Reaktorsicherheit des Bundesumweltministeriums und später als Generalbevollmächtigter für Wirtschaftspolitik des Energiekonzerns Viag tätig war.

### GSF – Forschungszentrum für Umwelt und Gesundheit
Das im Jahr 1969 durch Friedhelm Korte gegründete Institut für Ökologische Chemie leistete bereits Pionierarbeit bei der Risikobewertung von Chemikalien in der Umwelt. Ab 1977 fokussierte sich das Zentrum als Ganzes zunehmend auf die Umweltforschung. Dies wird 1990 durch die Umbenennung in GSF – Forschungszentrum für Umwelt und Gesundheit dokumentiert.